# Silvia (Cauca)
Pour les articles homonymes, voir Silvia.
Silvia est une municipalité située dans le département de Cauca, en Colombie.